# Stannani

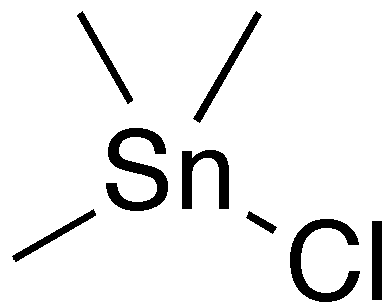
trimetilstannilcloruro

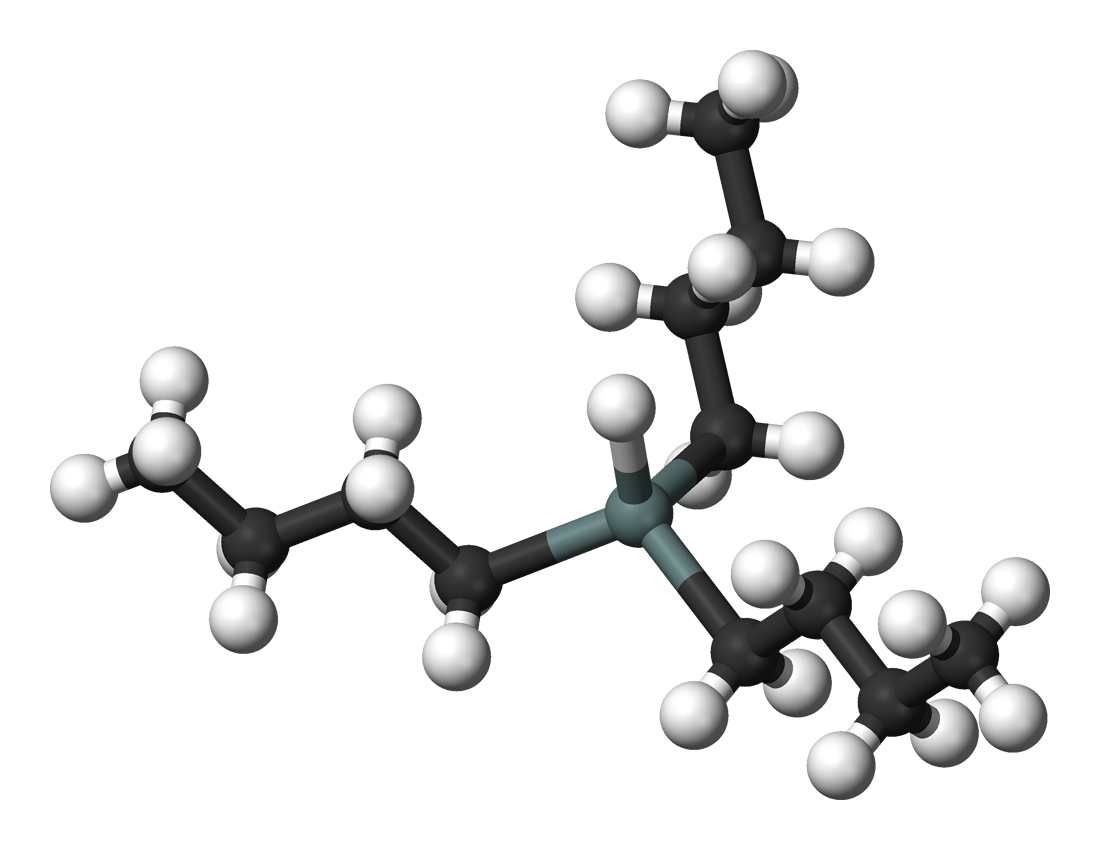
modello "3d balls" del tributilstannilidruro

In chimica si definiscono stannani i composti di formula generale SnR4 dove R può essere un idrogeno, un alogeno o un gruppo alchilico. Sono organometalli con vari utilizzi in sintesi chimica.
Il primo stannano fu il dietildiiodiostannano (formula: (CH3CH2)2SnI2) scoperto da Edward Frankland nel 1849.

## Sintesi
Le principali vie di sintesi dei composti di organostagno sono l'addizione di trialchilstannani a doppi o tripli legami carbonio-carbonio (idrostannilazione)
CH2=CHR + R3SnH --> R3Sn-CH2-CH2R
o la reazione tra alogenostannani e composti di Grignard o composti di organolitio:
R3SnCl + LiR' --> R3SnR'

## Reazioni
Gli stannani sono utilizzati in sintesi organica principalmente per la reazione di Stille, una reazione di accoppiamento catalizzata da palladio tra uno stannano ed un alogenuro alchilico:
R3SnR' + RX --> R'-R (solitamente R = butile)

## Tossicità
I tetraalchilstannani (R4Sn) sono composti stabili e non tossici, possono però essere metabolizzati a trialchilstannani che sono invece fortemente tossici.